# Cape Coral, Florida
Cape Coral är en stad i USA. Den ligger på Floridas västkust vid floden Caloosahatchee River.